# La batalla del Riu de la Plata
La batalla del Riu de la Plata (títol original: The Battle of the River Plate) és una pel·lícula britànica del 1956, del gènere drama-bèl·lic, codirigida per Michael Powell i Emeric Pressburger, que també en foren els guionistes; amb Peter Finch, Anthony Quayle, John Gregson, Ian Hunter i Jack Gwillim en els papers principals. Fou nominada als Premis BAFTA el 1957, com a millor film britànic, millor guió i millor film internacional. Està doblada al català.

## Argument
Narra la història verídica del final del pocket battleship alemany Admiral Graf Spee, comandat pel capità Hans Langsdorff (Peter Finch), que durant la Segona Guerra Mundial fou perseguit per una flota de la Marina Real Britànica comandada pel comodor Henry Harwood (Anthony Quayle),i conformada pels creuers lleugers HMS Ajax i HMNZS Achilles i el creuer pesant HMS Exeter, sota el comandament dels capitans Charles H.L. Woodhouse (Ian Hunter), W.E. Parry (Jack Gwillim) i Frederick Secker Bell (John Gregson) respectivament.
El dia 13 de desembre del 1939 el vaixell alemany entra en combat amb ells en l'estuari del Riu de la Plata, per a després de patir importants danys, optar per cercar refugi per 72 hores al port neutral de Montevideo, Uruguai, per reparacions. Davant la pressió diplomàtica del Regne Unit, el govern de l'Uruguai obligà el navili alemany a salpar-ne, sabent que pels seus danys, no tenia moltes possibilitats d'escapar-ne dels vaixells britànics que l'estaven esperant a poques milles de distància.